# Phil Spector (film)
Phil Spector è un film del 2013 scritto e diretto da David Mamet, e interpretato da Al Pacino e Helen Mirren.
Negli Stati Uniti è stato trasmesso il 24 marzo 2013 su HBO. In Italia è andato in onda su Sky Cinema 1 il 28 ottobre 2014.

## Trama
Il racconto è incentrato sul rapporto tra l’avvocata Linda Baden e il suo cliente, il noto musicista Phil Spector. Tratto da un episodio realmente accaduto, il film segue la vicenda giudiziaria che vede Phil Spector incriminato dell’omicidio di Lara Clarkson, attrice di Hollywood.

## Accoglienza  e accuratezza storica

### Accoglienza
Il film è stato accolto in maniera mista dalla critica, il noto sito aggregatore di recensioni Metacritic ha dato al film un punteggio di 60 su 100, il che significa "recensioni miste o nella media". Il giugno 2013 il The Telegraph scrive «Phil Spector è un dramma magistralmente eseguito.»

### Accuratezza dei fatti
Alcuni fatti, come viene esplicitamente spiegato ad inizio film, sono frutto di immaginazione e non realmente accaduti. Il film non si propone infatti come una ricostruzione oggettiva dei fatti.
Alcune discrepanze nel film rispetto ai fatti sono:
- L'affermazione fittizia di Cutler (avvocato, membro della difesa di Spector) nel film secondo cui Spector era stato sobrio per dieci anni prima della morte di Clarkson non è corretta. Spector ha ricominciato a bere due mesi prima dell’omicidio.
- Nella vita reale, la difesa ha contrastato le prove dell'accusa secondo cui Spector ha detto al suo autista che aveva appena ucciso qualcuno sostenendo che l'autista ha semplicemente sentito male Spector. Nel film, il personaggio di Nick Stavros introduce una teoria fittizia secondo cui i detective corrotti stavano costringendo l'autista nella sua testimonianza sulla dichiarazione di Spector, ma nella vita reale l'autista non ha mai esitato nelle sue dichiarazioni su ciò che ha detto Spector.